# Lamprophiinae
Sous-famille
Les Lamprophiinae sont une sous-famille de serpents de la famille des Lamprophiidae.

## Répartition
Les espèces de cette sous-famille se rencontrent en Afrique subsaharienne et au Proche-Orient.

## Liste des genres
Selon The Reptile Database (8 décembre 2014) :
- Boaedon Duméril, Bibron & Duméril, 1854
- Bothrolycus Günther, 1874
- Bothrophthalmus Peters, 1863
- Chamaelycus Boulenger, 1919
- Dendrolycus Laurent, 1956
- Gonionotophis Boulenger, 1893
- Hormonotus Hallowell, 1857
- Inyoka Kelly, Branch, Broadley, Barker & Villet, 2011
- Lamprophis Fitzinger, 1843
- Lycodonomorphus Fitzinger, 1843
- Lycophidion Fitzinger, 1843
- Pseudoboodon Peracca, 1897

## Publication originale
- Fitzinger, 1843 : Systema Reptilium, fasciculus primus, Amblyglossae. Braumüller et Seidel, Wien, p. 1-106 (texte intégral).